# جيزيلا فون أرنيم
جيزيلا فون أرنيم (بالألمانية: Gisela von Arnim) (و. 1827 – 1889 م) هي كاتِبة، وصاحبة صالون أدبي ألمانية، ولدت في برلين، توفيت في فلورنسا، عن عمر يناهز 62 عاماً.